# Monarcha
Monarcha es un género de aves paseriformes perteneciente a la familia Monarchidae. 

## Especies
El género contiene las siguientes especies:
- Monarcha rubiensis - monarca rufo;
- Monarcha cinerascens - monarca isleño;
- Monarcha melanopsis - monarca carinegro;
- Monarcha frater - monarca alinegro;
- Monarcha erythrostictus - monarca de la Bougainville;
- Monarcha castaneiventris - monarca ventricastaño;
- Monarcha richardsii - monarca de Richards;
- Monarcha godeffroyi - monarca de Yap;
- Monarcha takatsukasae - monarca de Tinián.

Anteriormente se clasificaban también en este género las especies de los géneros Symposiachrus y  Carterornis.